# Dasyomma dissimile
Dasyomma dissimile är en tvåvingeart som beskrevs av Hardy 1920. Dasyomma dissimile ingår i släktet Dasyomma och familjen bäckflugor. Inga underarter finns listade i Catalogue of Life.